# Eduardo Benavente
Eduardo Benavente (Madrid, 30 de octubre de 1962 - Alfaro, 14 de mayo de 1983) fue un músico español. Líder de Parálisis Permanente, banda de culto considera iniciadora de una corriente de sonido "oscuro" dentro de la llamada movida madrileña, su temprana muerte lo convirtió en un mito de la escena musical española de los años 80. Falleció en un accidente de tránsito en Alfaro (La Rioja) camino de Zaragoza a un festival que se celebraba allí.Está enterrado en el Cementerio de Carabanchel (Madrid).

## Carrera musical
Comenzó su actividad en el grupo Prisma, coincidiendo con Toti Árboles y Nacho Cano, posteriormente miembro de Mecano. Después Eduardo, a la voz, y Toti, a la batería, formaron la banda Plástico pero antes de que la banda grabase su primer disco, Eduardo abandonó el grupo para formar junto a su hermano Javier y Ángel Álvarez Caballero, Los Escaparates. 

"Su siniestrismo venía de las soledades que vivió en aquel internado en El Escorial, donde lloró mucho y lo pasó fatal. También de un libro de fantasmas, Otra vuelta de tuerca, que le regaló un compañero al que le daba miedo. Esas dos cosas le trastornaron un poco y crearon en él esa semilla del siniestrismo que ya siempre llevó su música".
Aníbal Clar (Vanity Fair, 14 de mayo de 2023) 

En 1980 se integró en Alaska y los Pegamoides, tocando la batería y la guitarra y componiendo los temas «La línea se cortó», «Volar» y «El jardín».
Un año más tarde, en 1981, creó, junto a su hermano Javier, Nacho Canut y el hermano de éste, Johnny Canut, el grupo Parálisis Permanente, proyecto del que llegarían a formar parte Jaime Urrutia, miembro de Gabinete Caligari; Rafa Balmaseda, ex Glutamato Ye-Ye y ex Derribos Arias; y Jorge "Toti" Árboles Sánchez y Ana Curra (primero como artista invitada), pareja de Eduardo. Además de varias canciones publicaron un álbum de larga duración, titulado El Acto.

"Eduardo puso la acción. Nosotros habríamos seguido yendo por las tardes a ensayar sin más, sin ningún objetivo claro, sin pretensiones, solo a tocar y a esperar a ver qué pasaba. Pero él fue quien nos puso las pilas a nivel de conciertos, buscó el manager, miraba sitios donde tocar… Él, por las noches, hacía mucha vida social y estaba muy al día de todo, de los pasos que había que ir dando, de lo que había que hacer… Nos iba empujando a todos".
Ana Curra (Vanity Fair, 14 de mayo de 2023) 

Su fallecimiento se produjo con sólo veinte años, en un accidente de tráfico con los componentes Jorge «Toti» Árboles Sánchez y Ana Curra como conductora. Viajaban de una actuación en León hacia Zaragoza para actuar en la Plaza de Toros de la capital aragonesa.

## Discografía
Alaska y los Pegamoides
- Horror en el hipermercado (Hispavox, 1980). EP.
- Otra dimensión (Hispavox, 1981). EP.
- Bailando (Hispavox, 1982). EP.
- Grandes éxitos (Hispavox, 1982). LP.
- La línea se cortó / Reacciones (Hispavox, 1982). 7".
- El jardín / Volar (Hispavox, 1982). 7".

Parálisis Permanente
- Autosuficiencia (Tic-Tac 1982), Reeditado con diferente portada por DRO el mismo año, EP Compartido con Gabinete Caligari
- Quiero Ser Santa (DRO / Tres Cipreses EP 1982)
- El Acto (DRO / Tres Cipreses, 1982). LP.
- Nacidos para dominar / Sangre (DRO / Tres Cipreses, 1983). 7".